# Хотан (повіт)
37°06′30″ пн. ш. 79°56′02″ сх. д. / 37.10828° пн. ш. 79.93388° сх. д.
Хотан (кит. 和田县, пін. Hétián Xiàn, трансліт. Hotan) — один із повітів КНР у складі префектури Хотан, СУАР. Адміністративний центр — місто-повіт Хотан.

## Географія
Повіт Хотан лежить на висоті близько 1380 метрів над рівнем моря. Північна частина — доаб річок Юрункаш і Хотан в пустелі Такла-Макан, а переважна частина контрольованого КНР де-факто регіону Аксай-Чин складає південну.

### Клімат
Повіт знаходиться у зоні, котра характеризується кліматом пустель помірного поясу. Найтепліший місяць — липень із середньою температурою 25,8 °C. Найхолодніший місяць — січень, із середньою температурою -3,9 °С.
| Клімат повіту Хотан     | Клімат повіту Хотан | Клімат повіту Хотан | Клімат повіту Хотан | Клімат повіту Хотан | Клімат повіту Хотан | Клімат повіту Хотан | Клімат повіту Хотан | Клімат повіту Хотан | Клімат повіту Хотан | Клімат повіту Хотан | Клімат повіту Хотан | Клімат повіту Хотан | Клімат повіту Хотан |
| Показник                | Січ.                | Лют.                | Бер.                | Квіт.               | Трав.               | Черв.               | Лип.                | Серп.               | Вер.                | Жовт.               | Лист.               | Груд.               | Рік                 |
| Середній максимум, °C   | 1,3                 | 7,9                 | 15,8                | 23,5                | 27,8                | 31,1                | 32,6                | 31,7                | 27,4                | 20,6                | 11,6                | 3,1                 | 19,5                |
| Середня температура, °C | −3,9                | 1,3                 | 9,6                 | 16,8                | 21,1                | 24,3                | 25,8                | 24,9                | 20,4                | 13,2                | 5,1                 | −2,2                | 13                  |
| Середній мінімум, °C    | −8,2                | −3,4                | 4                   | 10,7                | 15,2                | 18,5                | 20                  | 19,3                | 14,5                | 7                   | 0                   | −6,3                | 7,6                 |
| Норма опадів, мм        | 1.9                 | 1.9                 | 2.5                 | 2.9                 | 7.2                 | 8.9                 | 7.2                 | 4.6                 | 3.6                 | 1.5                 | 0.5                 | 1.4                 | 44.1                |
| Вологість повітря, %    | 54                  | 44                  | 32                  | 29                  | 34                  | 38                  | 43                  | 44                  | 44                  | 41                  | 43                  | 54                  | 41.6                |
| ----------------------- | ------------------- | ------------------- | ------------------- | ------------------- | ------------------- | ------------------- | ------------------- | ------------------- | ------------------- | ------------------- | ------------------- | ------------------- | ------------------- |
| Джерело: data.cma.cn    |                     |                     |                     |                     |                     |                     |                     |                     |                     |                     |                     |                     |                     |